# Acacia meridionalis
Acacia meridionalis é uma espécie de leguminosa do gênero Acacia, pertencente à família Fabaceae.